# Дергачёвское муниципальное образование
Дергачёвское муниципальное образование — городское поселение в Дергачёвском районе Саратовской области Российской Федерации.
Административный центр — рабочий посёлок Дергачи.

## История
Статус и границы городского поселения установлены Законом Саратовской области от 27 декабря 2004 года № 87-ЗСО «О муниципальных образованиях, входящих в состав Дергачёвского муниципального района».
Законом Саратовской области от 22 апреля 2016 года № 46-ЗСО, были преобразованы, путём их объединения, Дергачёвское и Петропавловское муниципальные образования — в Дергачёвское муниципальное образование, наделённое статусом городского поселения, с административным центром в рабочем посёлке Дергачи.
В 2016 году упразднён железнодорожный разъезд Транспортный

## Население
| 2009  | 2010  | 2011  | 2012  | 2013  | 2014  | 2015  |
| ----- | ----- | ----- | ----- | ----- | ----- | ----- |
| 9682  | ↘8573 | ↗8585 | ↘8482 | ↘8462 | ↘8443 | ↘8344 |
| 2016  | 2017  | 2018  | 2019  | 2020  | 2021  |       |
| ↘8244 | ↗9260 | ↘9200 | ↘9147 | ↘8994 | ↘8593 |       |

## Состав городского поселения
| № | Населённый пункт | Тип населённого пункта                  | Население |
| - | ---------------- | --------------------------------------- | --------- |
| 1 | Антоновка        | село                                    | ↘513      |
| 2 | Васильевка 1-я   | посёлок                                 | ↘297      |
| 3 | Дергачи          | рабочий посёлок, административный центр | ↘7406     |
| 4 | Петропавловка    | село                                    | ↘640      |